# Instal·lacions esportives als Jocs Olímpics d'estiu de 1992

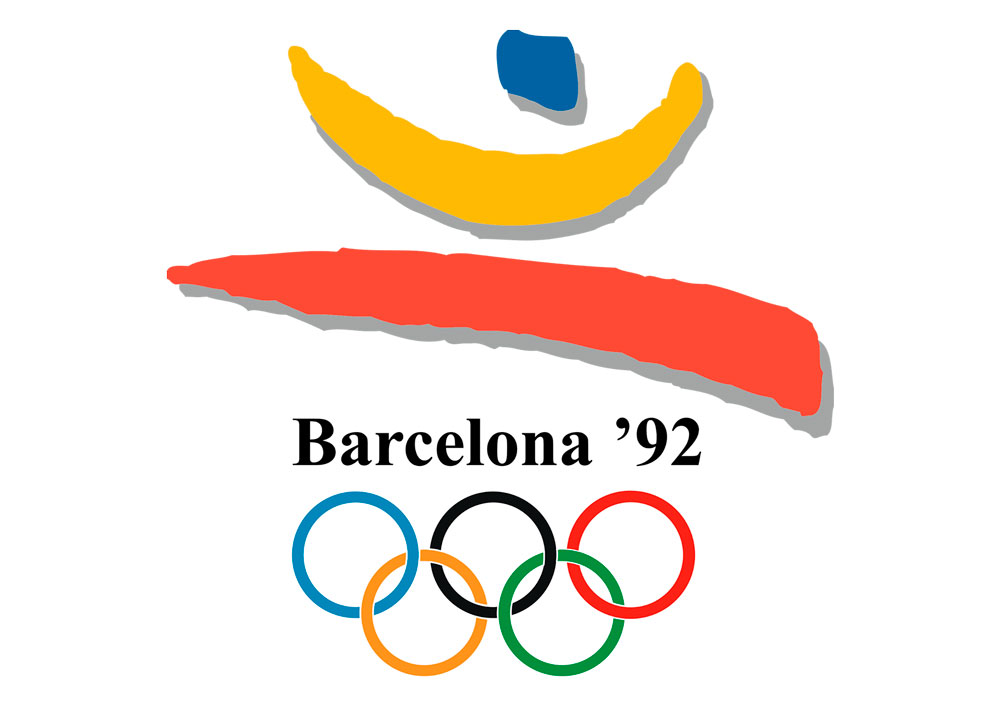
Logotip dels Jocs Olímpics d'estiu de 1992.

En la realització dels Jocs Olímpics d'Estiu de 1992, celebrats a la ciutat de Barcelona entre els dies 25 de juliol i 9 d'agost de 1992, s'utilitzaren tot un seguit d'instal·lacions esportives, dividides en 7 grans zones:

## Estadi Olímpic de Montjuïc

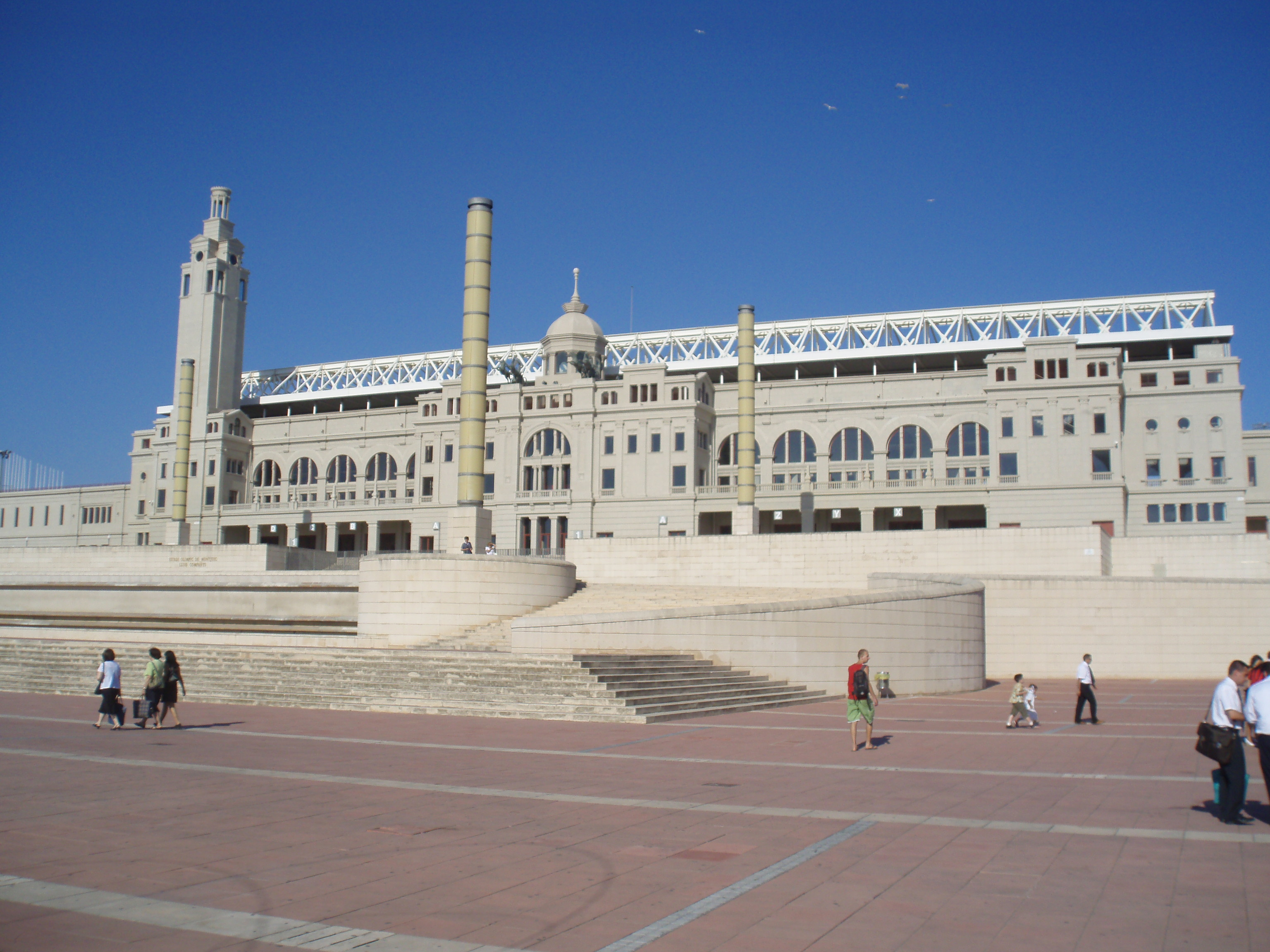
L'Estadi Olímpic Lluís Companys.

Va ser projectat per l'arquitecte Pere Domènech i Roura amb motiu de l'Exposició Internacional de Barcelona de 1929. Amb motiu de la Copa del Món d'atletisme de 1989 i dels Jocs Olímpics de 1992 va ser completament remodelat per l'equip d'arquitectes Correa-Milà-Margarit-Buixadé, juntament amb Vittorio Gregotti. Per als espectacles esportius va quedar amb una capacitat de 55.000 persones.

El 1997 el RCD Espanyol es va traslladar a l'Estadi Olímpic de Montjuïc per jugar els seus partits com a local, en substitució de l'Estadi de Sarrià. Un any després el Comitè d'Estadis de la UEFA va atorgar-li la categoria de cinc estrelles, per la qual cosa s'hi podien celebrar competicions de futbol del màxim nivell continental. El 2001 l'estadi va canviar el seu nom en honor de Lluís Companys.

## Anella Olímpica

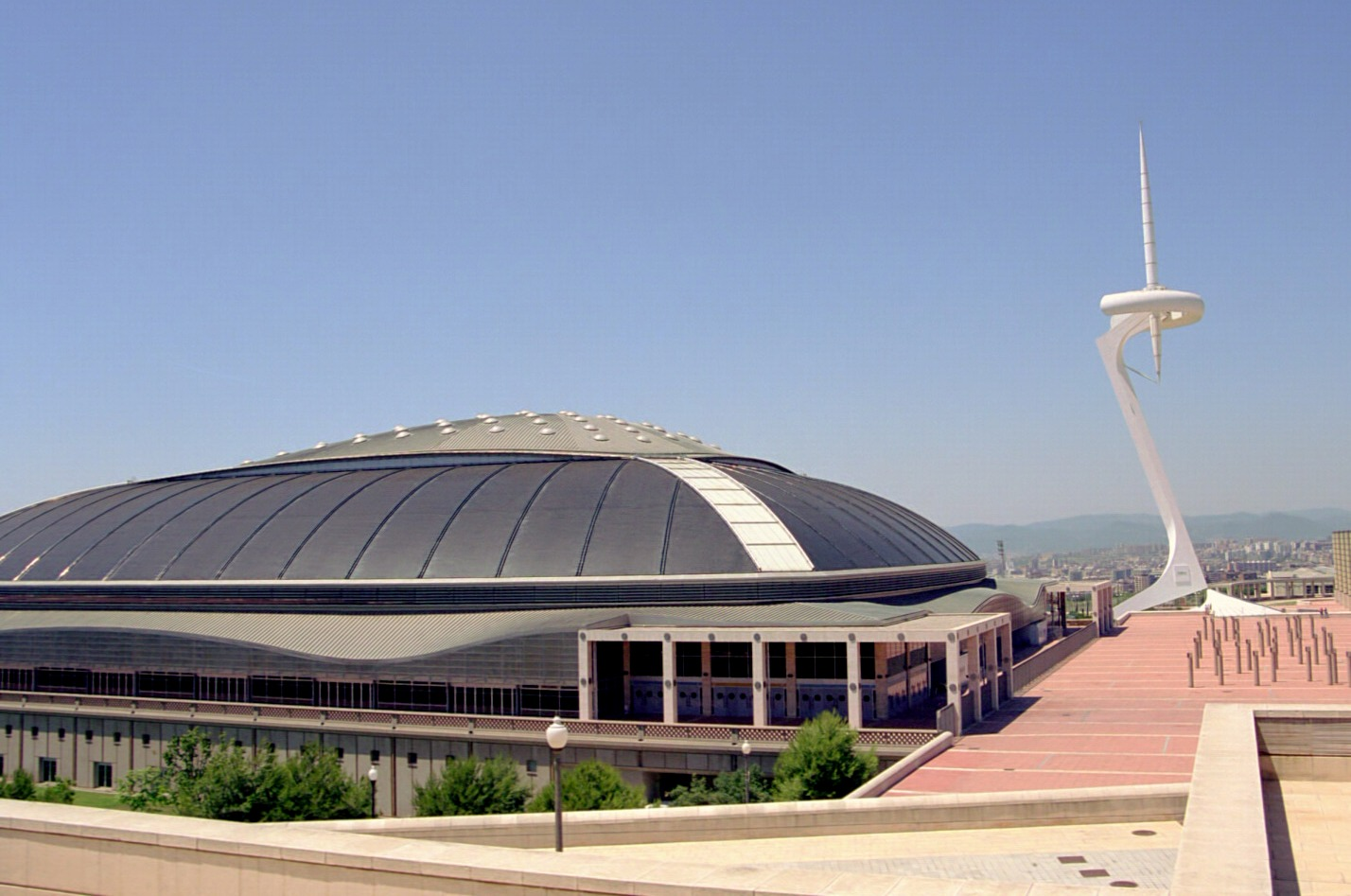
El Palau Sant Jordi i, darrere, la Torre Calatrava.

Situada al voltant de l'Estadi Olímpic de Montjuïc i a la muntanya del mateix nom, al sud-oest de la ciutat. Es tracta de l'àrea més important per la importància de les instal·lacions. Al centre de l'Anella Olímpica hi ha la Torre Calatrava:
- Palau Sant Jordi → Handbol, Gimnàstica i Voleibol.
- Vall paradís → Natació, Natació sincronitzada, Waterpolo i Pentatló modern.
- Piscina Municipal de Montjuïc → Salts i Waterpolo.
- Edifici de l'INEFC → Lluita.
- Museu Olímpic i de l'Esport Joan Antoni Samaranch, inaugurat l'any 2007

Gran part d'aquestes instal·lacions les va dur a terme l'empresa Anella Olímpica de Montjuïc, SA (AOMSA), empresa constituïda el 10 de juliol de 1985 amb l'objecte d'executar la gestió de les obres de l'Anella Olímpica de la ciutat de Barcelona. La seva actuació es concretà en la urbanització de la zona esmentada i la construcció de la major part d'instal·lacions esportives que s'hi ubicaren. L'any 1989 va passar a formar part del Holding Olímpic, SA (HOLSA).

## Àrea de Sants-Monjuïc
Situada dins als voltants de la muntanya de Monjuïc, però no dins de l'Anella Olímpica:
- Palau dels Esports de Barcelona → Gimnàstica i Voleibol.
- Palau de la Metal·lúrgia → Esgrima i Pentatló modern.
- Pavelló de l'Espanya Industrial → Halterofília.

## Àrea olímpica de la Vall d'Hebron

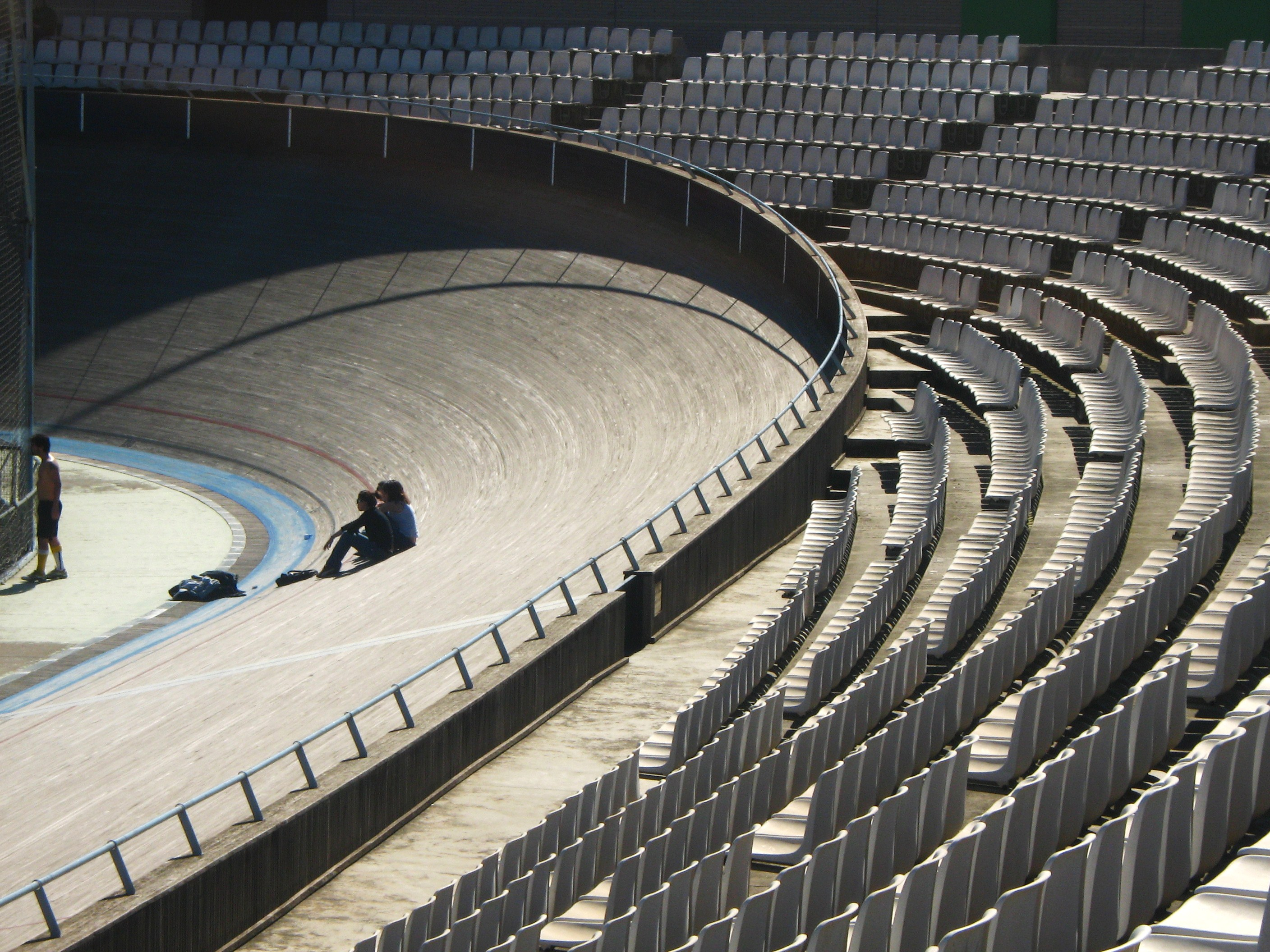
Secció del Velòdrom d'Horta

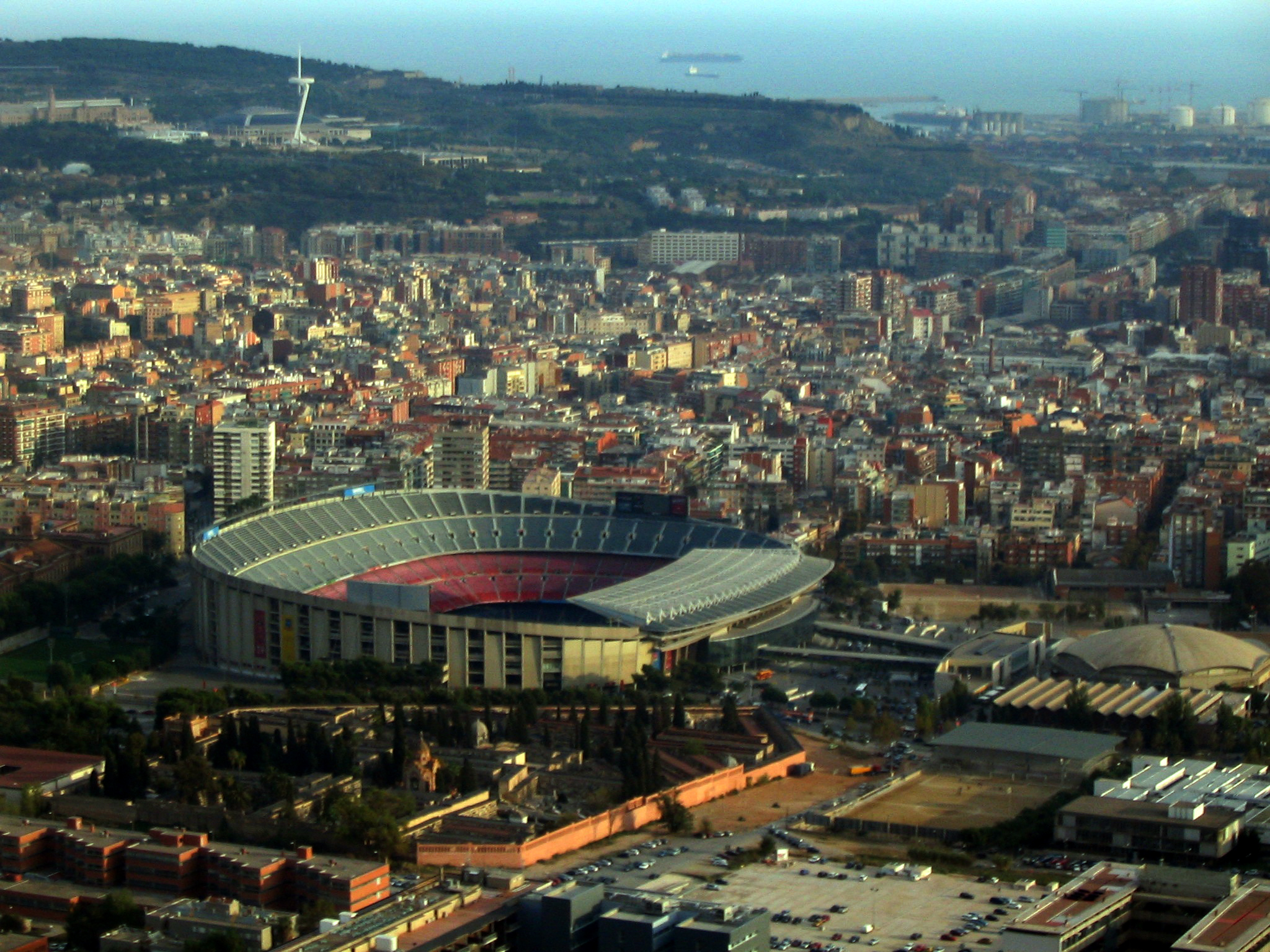
El Camp Nou des de l'aire. Al fons de la imatge es pot apreciar l'Anella Olímpica.

Situada al districte d'Horta-Guinardó de Barcelona, al costat de la Ronda de Dalt, al nord-est de la ciutat:
- Velòdrom d'Horta → Ciclisme en pista.
- Pavelló de la Vall d'Hebron: → Voleibol.
- Centre Municipal de Tennis Vall d'Hebron → Tennis.
- Camp Olímpic de Tir amb Arc → Tir amb arc.

## Àrea olímpica de la Diagonal
Situada al llarg de l'Avinguda Diagonal, al sud-est de la ciutat:
- Camp Nou → Futbol.
- Estadi de Sarrià → Futbol.
- Palau Blaugrana: → Judo, Taekwondo i Hoquei patins.
- Reial Club de Polo → Hípica i Pentatló modern.

## Àrea olímpica del Poblenou
Situada al barri del mateix nom, al districte de Sant Martí, al nord-oest de la ciutat. Va ser una de les zones més transformades pels Jocs Olímpics. Aquestes reformes també van incloure la construcció de la Vila Olímpica, amb capacitat per unes 15.000 persones
- Port Olímpic → Vela.
- Poliesportiu Estació del Nord → Tennis de taula.
- Pavelló de la Mar Bella → Bàdminton.

## Subseus
Subseus dels Jocs de Barcelona: 

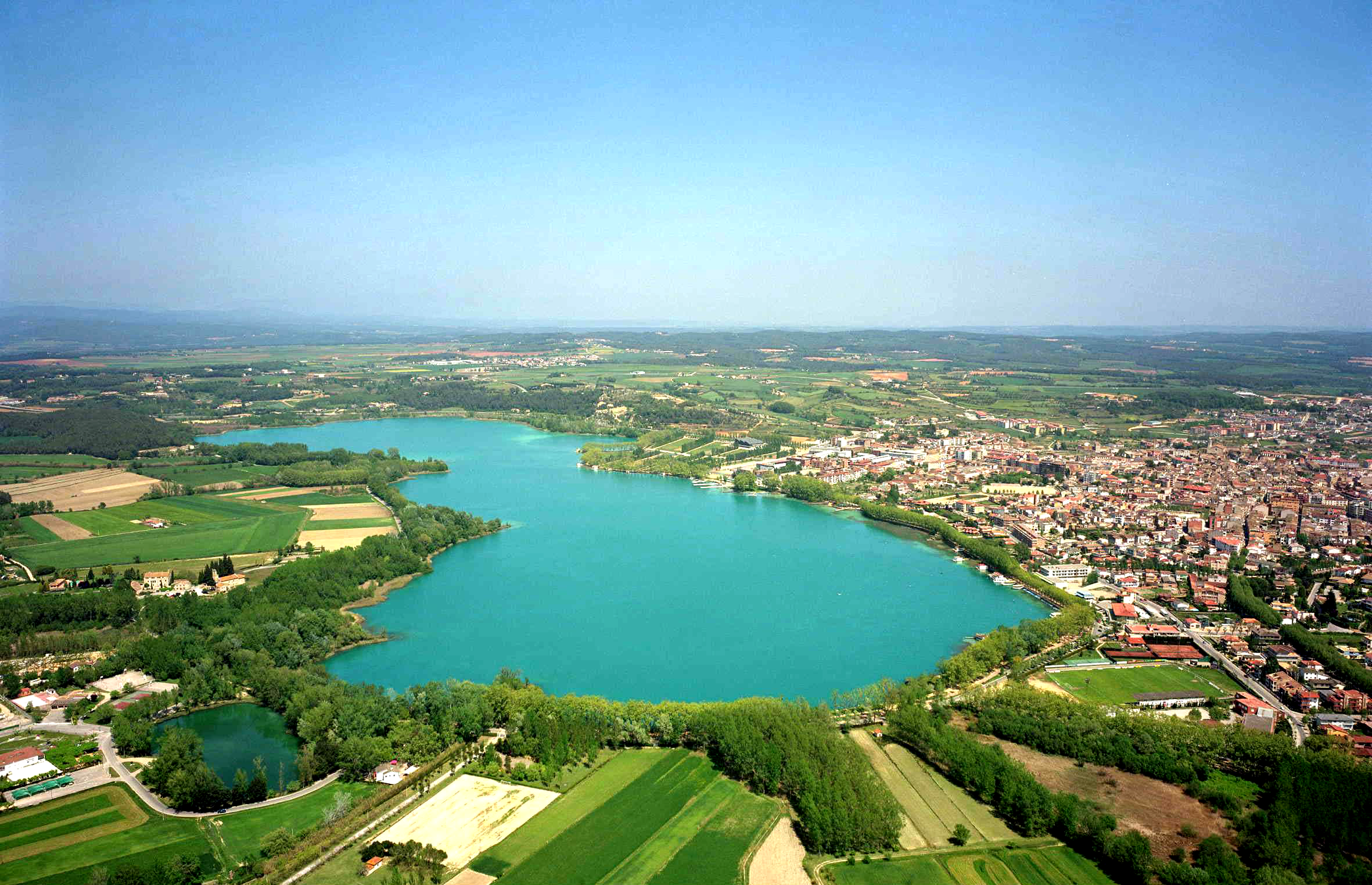
L'estany de Banyoles es va preparar per tal que s'hi poguessin celebrar les proves de rem.

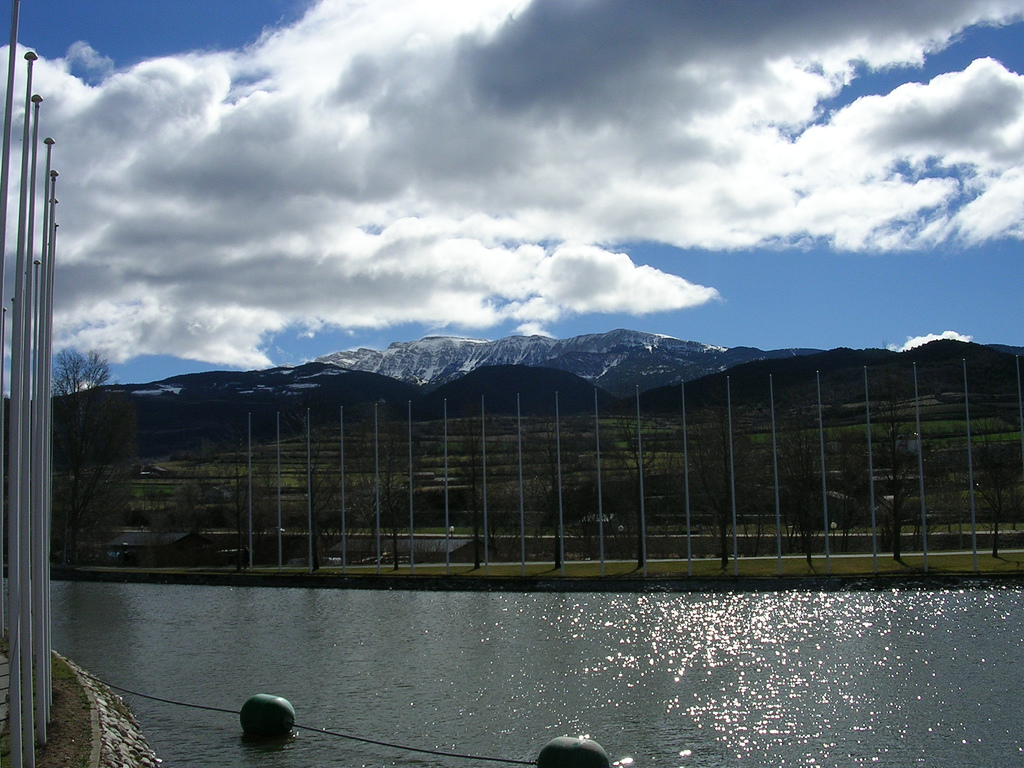
El canal gran del Parc Olímpic del Segre i el Cadí al fons

- Badalona → Pavelló Olímpic de Badalona (Bàsquet) i Pavelló dels Països Catalans (Boxa).
- Banyoles → Estany de Banyoles (Rem).
- Castelldefels → Canal Olímpic de Castelldefels (Piragüisme).
- Granollers → Palau d'Esports de Granollers (Handbol).
- L'Hospitalet de Llobregat → Estadi Olímpic Municipal de la Feixa Llarga (Beisbol).
- Mollet del Vallès → Camp de Tir Olímpic de Mollet (Tir olímpic).
- Montmeló → Circuit de Catalunya (Ciclisme 100 km contra-rellotge).
- Reus → Hoquei patins.
- Sabadell → Estadi de la Nova Creu Alta (Futbol).
- Sant Sadurní d'Anoia → Pavelló Olímpic de l'Ateneu Agrícola (Hoquei patins) i circuit (Ciclisme en carretera).
- Saragossa → Estadi La Romareda (Futbol).
- La Seu d'Urgell → Parc Olímpic del Segre (Piragüisme).
- Seva → Club Hípic El Montanyà (Hípica).
- Terrassa → Estadi Olímpic de Terrassa (Hoquei herba).
- València → Estadi de Mestalla (Futbol).
- Vic → Hoquei patins.
- Viladecans → Camp Municipal de Beisbol de Viladecans (Beisbol).